# 2. Deutsche Volleyball-Bundesliga 2000/01 (Männer)
Die Saison 2000/01 der 2. Volleyball-Bundesliga der Männer war die siebenundzwanzigste Ausgabe dieses Wettbewerbs.

## 2. Bundesliga Nord
Meister und Aufsteiger in die 1. Bundesliga wurde der VC Bottrop. Absteiger bzw. Rückzügler waren die VG Alstertal-Harksheide, der USC Braunschweig, der USV Potsdam und die zweite Mannschaft des SV Bayer Wuppertal.

### Mannschaften
In dieser Saison spielten folgende dreizehn Mannschaften in der 2. Bundesliga Nord der Männer:
- VG Alstertal-Harksheide
- VC Olympia Berlin
- VC Bottrop 90
- USC Braunschweig
- VV Humann Essen
- Eimsbütteler TV Hamburg
- MTV 48 Hildesheim
- Volley Tigers Ludwigslust
- USC Münster
- Netzhoppers Königs Wusterhausen
- USV Potsdam
- FC Schüttorf 09
- SV Bayer Wuppertal II

Die Volley Tigers Ludwigslust übernahmen das Spielrecht vom insolventen VfB Ludwigslust.

### Tabelle
|                         | Verein                   | Spiele | Punkte  | Sätze   |
| ----------------------- | ------------------------ | ------ | ------- | ------- |
| 1.                      | Bottrop                  | 24     | 44 : 4  | 68 : 18 |
| 2.                      | Schüttorf (A)            | 24     | 34 : 14 | 58 : 34 |
| 3.                      | Essen                    | 24     | 34 : 14 | 58 : 38 |
| 4.                      | Münster                  | 24     | 30 : 18 | 56 : 38 |
| 5.                      | Eimsbüttel               | 24     | 28: 20  | 54 : 40 |
| 6.                      | Hildesheim (N)           | 24     | 22 : 26 | 45 : 49 |
| 7.                      | Ludwigslust              | 24     | 20 : 28 | 45 : 50 |
| 8.                      | Netzhoppers KW (N)       | 24     | 20 : 28 | 41 : 52 |
| 9.                      | VCO Berlin (S)           | 24     | 20 : 28 | 38 : 49 |
| 10.                     | Wuppertal II             | 24     | 20 : 28 | 44 : 57 |
| 11.                     | Potsdam                  | 24     | 18 : 30 | 36 : 54 |
| 12.                     | Braunschweig             | 24     | 14 : 34 | 29 : 60 |
| 13.                     | Alstertal-Harksheide (N) | 24     | 8 : 40  | 32 : 65 |
| Stand: Abschlusstabelle |                          |        |         |         |

|     | Aufsteiger in die Bundesliga               |
|     | Absteiger in die Regionalliga bzw. Rückzug |
| (A) | Absteiger aus der 1. Bundesliga            |
| (N) | Aufsteiger aus der Regionalliga            |
| (S) | Sonderspielrecht                           |

## 2. Bundesliga Süd
Meister und Aufsteiger in die 1. Bundesliga wurde der SV Fellbach. Absteiger waren der TSV Schmiden, die VGF Marktredwitz und der 1. SC Sonneberg. Der SVC Nordhausen zog sich zurück.

### Mannschaften
In dieser Saison spielten folgende dreizehn Mannschaften in der 2. Bundesliga Süd der Männer:
- TV Biedenkopf
- SSG Etzbach
- SV Fellbach
- Volleyball-Internat Frankfurt
- VfB Friedrichshafen II
- TSV Friedberg
- VGF Marktredwitz
- SVC Nordhausen
- TG Rüsselsheim
- TSV Bad Saulgau
- TSV Schmiden
- FTM Schwabing
- 1. SC Sonneberg

### Tabelle
|                         | Verein                 | Spiele | Punkte  | Sätze   |
| ----------------------- | ---------------------- | ------ | ------- | ------- |
| 1.                      | Fellbach (A)           | 24     | 44 : 4  | 69 : 15 |
| 2.                      | Nordhausen             | 24     | 36 : 12 | 60 : 26 |
| 3.                      | Schwabing              | 24     | 32 : 16 | 59 : 36 |
| 4.                      | Friedrichshafen II (N) | 24     | 32 : 16 | 54 : 35 |
| 5.                      | Bad Saulgau            | 24     | 32 : 16 | 56 : 38 |
| 6.                      | Biedenkopf             | 24     | 24 : 24 | 45 : 44 |
| 7.                      | Etzbach (N)            | 24     | 24 : 24 | 48 : 49 |
| 8.                      | Rüsselsheim            | 24     | 24 : 24 | 47 : 48 |
| 9.                      | Friedberg              | 24     | 20 : 28 | 42 : 53 |
| 10.                     | VI Frankfurt (S)       | 24     | 20 : 28 | 38 : 49 |
| 11.                     | Schmiden (N)           | 24     | 10 : 38 | 26 : 65 |
| 12.                     | Marktredwitz           | 24     | 8 : 40  | 28 : 63 |
| 13.                     | Sonneberg (N)          | 24     | 6 : 42  | 16 : 67 |
| Stand: Abschlusstabelle |                        |        |         |         |

|     | Aufsteiger in die Bundesliga               |
|     | Absteiger in die Regionalliga bzw. Rückzug |
| (A) | Absteiger aus der 1. Bundesliga            |
| (N) | Aufsteiger aus der Regionalliga            |
| (S) | Sonderspielrecht                           |